# Crocidura zimmeri
Crocidura zimmeri — вид землерийок із родини Soricidae. Це ендемік Демократичної Республіки Конго. Його природне середовище існування — болота.